# Campeonato de Europa de ajedrez por equipos

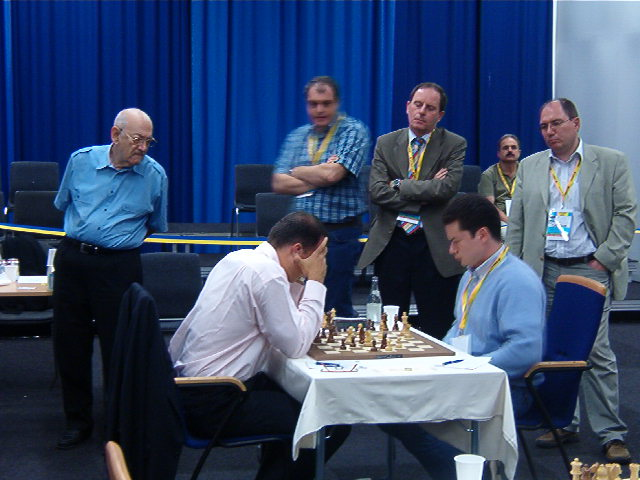
Gothenburg 2005: Ivan Sokolov (Holanda) (izquierda) juega contra Joel Lautier (Francia) (derecha) mientras Viktor Korchnoi (detrás a la izquierda) mira.

El Campeonato de Europa de ajedrez por Equipos (a veces abreviado en los textos y bases de datos con las siglas inglesas  ETC) es un evento de ajedrez por equipos internacional, apto para la participación de las naciones europeas cuyas federaciones están localizadas en las zonas 1.1 a 1.9. Esto más o menos coincide con la definición de Europa más amplia utilziada por otros eventos como el Festival de la Canción de Eurovisión e incluye a Israel, Rusia y las antiguas Repúblicas de la Unión Soviética. La competición está organizada por la FIDE.

## Historia del Campeonato
La idea fue concebida a principios de los años 1950, cuando los organizadores de ajedrez se dieron cuenta de la necesidad de otro evento internacional por equipos. Consecuentemente, un se diseñó un Campeonato masculino que se celebraría cada cuatro años, con la intención de llenar los espacios entre las Olimpíadas de ajedrez. En la época rediente, el Campeonato ha crecido en importancia y popularidad y es considerado un prestigioso torneo en sí mismo, proporcionando participantes masculinos y femeninos.
La primera Final del Campeonato tuvo lugar en Viena y Baden bei Wien en del 22 de agosto al 28 de agosto de 1957. Fue un doble Round-robin y tuvo la notable sorpresa de la victoria del equipo de Yugoslavia sobre el poderoso equipo de la URSS en su segundo encuentro. 
Durante los siguientes veinte años, los Campeonatos ocurrieron en intervalos de cuatro años, aunque el evento de Kapfenberg se retrasó un año. Desde 1977, los torneos se han ido desarrollando en ciclos de aproximadamente tres años en función del calendario. A partir de 1997 el ciclo se ha establecido en dos años. Un Campeonato femenino, siguiendo el mismo ciclo y sede que el masculino se estableció en Debrecen en 1992.

## Formato del campeonato
Después de los primeros años, la fórmula se alteró incrementalmente, para permitir la participación de un número creciente de equipos. En el primer acto, sólo había cuatro plazas disponibles para las Finales y algunos equipos esperaron hacerlo bien, simplemente fallaron al clasificarse en rondas preliminares. En 1973, la competición se había expandido a casi el doble de tamaño y había 24 naciones en las preliminares, compitiendo por ocho plazas en las Finales, en el torneo disputado en Bath. Por el contrario, en el mismo periodo, el número de tableros en un match se redujo de 10 a 8, presumiblemente para reducir costes para los organizadotes y las federaciones participantes. 
En el nuevo milenio, el formato ha cambiado radicalmente y ahora está basado en un sistema suizo a 9 rondas, siguiendo el mismo modelo de la Olimpiada, con una sección para los equipos masculinos y otra para los femeninos, considerada como competiciones separadas. En Gotemburgo en 2005, la competición masculina tuvo 40 equipos (incluyendo Suecia B y Suecia C) y la competición femenina, 26 equipos (incluyendo Suecia B). Cada ronda fue disputada en 4 tableros y las escuadras incluían una reserva.
Históricamente, los equipos jugaban por el placer de ganar la Copa de Europa, pero hoy en día esto ha sido eclipsado por el formato popular de medallas de las 'Olimpiadas'. Se entregan medallas de Oro, Plata y Bronce a los 3 mejores equipos y también se conceden premios por tableros para actuaciones individuales.
En Plovdiv 2003 se introdujo un gran cambio en la metodologá del marcador. Ambos campeonatos, masculino y femenino, por primera vez, puntuaron el resultado del encuentro, en vez de la puntuación olímpica (puntos de cada partida) como se había realizado hasta el momento. Los puntos de las partidas continuaban contabilizándose por motivos de desempate.
El evento de 2007 tuvo lugar en Grecia.

## Resumen de resultados
Resultados de la competición abierta
| Lugar (año)       | Ganador              | Segundo         | Tercero                            |
| ----------------- | -------------------- | --------------- | ---------------------------------- |
| Budva (2023)      | Serbia 15            | Alemania 15     | Armenia 13                         |
| Brezice (2021)    | Ucrania 14           | Francia 14      | Polonia 13                         |
| Batumi (2019)     | Rusia 15             | Ucrania 14      | Inglaterra 14                      |
| Creta (2017)      | Azerbaiyán 14        | Rusia 14        | Ucrania 13                         |
| Reykiavik (2015)  | Rusia 15             | Armenia 13      | Hungría 13                         |
| Varsovia (2013)   | Azerbaiyán 14        | Francia 13      | Rusia 13                           |
| Sitonia (2011)    | Alemania 15          | Azerbaiyán 14   | Hungría 13                         |
| Novi Sad (2009)   | Azerbaiyán 15        | Rusia 14        | Ucrania 13                         |
| Creta (2007)      | Rusia 17             | Armenia 14      | Azerbaiyán 13                      |
| Gotemburgo (2005) | Países Bajos 15      | Israel 14       | Francia 13                         |
| Plovdiv (2003)    | Rusia 17             | Israel 15       | Georgia 13                         |
| León (2001)       | Países Bajos 24.5    | Francia 23      | Alemania 22                        |
| Batum (1999)      | Armenia 22.5         | Hungría 22      | Alemania 21                        |
| Pula (1997)       | Inglaterra 22.5      | Rusia 22.5      | Armenia 22                         |
| Debrecen (1992)   | Rusia 25             | Ucrania 22.5    | Inglaterra 21.5                    |
| Haifa (1989)      | Unión Soviética 36   | Yugoslavia 33   | Alemania Occidental 31.5           |
| Plovdiv (1983)    | Unión Soviética 38   | Yugoslavia 33   | Hungría 31                         |
| Skara (1980)      | Unión Soviética 36.5 | Hungría 29      | Inglaterra 28.5                    |
| Moscú (1977)      | Unión Soviética 41.5 | Hungría 31      | Yugoslavia 30                      |
| Bath (1973)       | Unión Soviética 40.5 | Yugoslavia 34   | Hungría 33                         |
| Kapfenberg (1970) | Unión Soviética 52.5 | Hungría 41      | República Democrática Alemana 39.5 |
| Hamburgo (1965)   | Unión Soviética 66   | Yugoslavia 57   | Hungría 57                         |
| Oberhausen (1961) | Unión Soviética 74.5 | Yugoslavia 58.5 | Hungría 53                         |
| Viena (1957)      | Unión Soviética 41   | Yugoslavia 34   | Checoslovaquia 24.5                |

Resultados de la competición femenina
| Lugar (año)       | Ganador         | Segundo       | Tercero         |
| ----------------- | --------------- | ------------- | --------------- |
| Budva (2023)      | Bulgaria 16     | Azerbaiyán 15 | Francia 12      |
| Brezice (2021)    | Rusia 18        | Georgia 15    | Azerbaiyán 12   |
| Batumi (2019)     | Rusia 16        | Georgia 15    | Azerbaiyán 14   |
| Creta (2017)      | Rusia 17        | Georgia 14    | Ucrania 13      |
| Reykiavik (2015)  | Rusia 17        | Ucrania 15    | Georgia 14      |
| Varsovia (2013)   | Ucrania 15      | Rusia 14      | Polonia 14      |
| Sitonia (2011)    | Rusia 17        | Polonia 14    | Georgia 14      |
| Novi Sad (2009)   | Rusia 16        | Georgia 16    | Ucrania 12      |
| Creta (2007)      | Rusia 17        | Polonia 13    | Armenia 13      |
| Gotemburgo (2005) | Polonia 15      | Georgia 14    | Rusia 12        |
| Plovdiv (2003)    | Armenia 14      | Hungría 14    | Rusia 13        |
| León (2001)       | Francia 12.5    | Moldavia 12   | Inglaterra 12   |
| Batum (1999)      | Eslovaquia 12.5 | Yugoslavia 12 | Rumania 12      |
| Pula (1997)       | Georgia 13      | Rumania 12    | Inglaterra 12   |
| Debrecen (1992)   | Ucrania 13.5    | Georgia 13    | Azerbaiyán 12.5 |